# Rida Al Tubuly
Rida Ahmed al-Tubuly (em árabe: رضا الطبولي, Riḍā aṭ-Ṭubūlī ; nascida em 1967, também Reda, Al-Tubuly, Al Tubuly, al-Tabuly) é um farmacologista e ativista líbia. Ela é professora de farmacologia na Universidade de Trípoli, capital da Líbia. Ela é uma ativista pela igualdade e fez campanha para implementar a Resolução 1325 do Conselho de Segurança das Nações Unidas. Ela foi selecionada como uma das 100 mulheres mais inspiradoras do mundo, pela BBC, em 2019.

## Infância e educação
Rida encontrou discriminação de gênero pela primeira vez aos cinco anos de idade, quando não tinha permissão para acompanhar seus irmãos brincando do lado de fora de casa. Rida estudou na Universidade de Varsóvia, na Polônia, e formou-se com Mestrado, em 1987. Ela se mudou para o Reino Unido, na Inglaterra, para seus estudos de pós-graduação, obtendo um Doutorado em Farmacologia em 1997, no Imperial College London, em Londres. Ela também obteve um Mestrado em Direito Internacional dos Direitos Humanos, pela Universidade de Essex, também no Reino Unido.

## Pesquisa
Além de ser professora de Farmacologia na Universidade de Trípoli, capital da Líbia, Rida atuou como Chefe de Registro de Medicamentos no Ministério da Saúde da Líbia. Nessa função, ela atuou como mediadora entre a Organização Mundial da Saúde e o governo da Líbia.

## Ativismo social
Rida fundou o Movimento Maan Nabneeha – Juntos Construímos (TWBI), uma organização sem fins lucrativos que busca engajar jovens e mulheres na política, em 2011. Fundou a rede 1325, um coletivo de organizações da sociedade civil que visa implementar a Resolução 1325 do Conselho de Segurança das Nações Unidas, que se concentrou nas mulheres, na paz e na segurança. Ela foi co-autora do primeiro relatório civil sobre a UNSCR 1325, lançada na cidade de Nova Iorque, em 2014. O TWBI também estabeleceu o Banco de Dados de Mulheres Líbias, uma rede de mulheres profissionais em toda a Líbia.
A partir de 2012, Rida trabalhou para capacitar as mulheres no processo democrático. Ela encorajou as mulheres a se envolverem mais na tomada de decisões e a apoiá-las na candidatura. Ela questionou por que as Nações Unidas não envolveram as mulheres líbias nas negociações de paz, quando as mulheres sofreram consideravelmente durante a guerra. Ela discutiu como a guerra afeta a liberdade de movimento e o acesso de mulheres e meninas à educação. Ela acredita que deveria haver uma proibição total do comércio de armas com a Líbia. Rida forneceu evidências ao Conselho de Direitos Humanos das Nações Unidas sobre os direitos das mulheres na Líbia. Ela atua como Especialista do Conselho da Europa.

## Reconhecimento
2019 - Nomeada uma das 100 mulheres mais inspiradoras do mundo, pela BBC.

## Publicações selecionadas
- al-Tubuly, Rida (1996). «Angiotensin II receptor expression and inhibition in the chronically hypoxic rat lung». British Journal of Pharmacology. 119 (6): 1217–1222. PMC 1915911. PMID 8937726. doi:10.1111/j.1476-5381.1996.tb16025.x
- al-Tubuly, Rida (1996). «The regulation of pulmonary vascular tone». British Journal of Pharmacology. 42 (1): 127–131. PMC 2042648. PMID 8807153. doi:10.1046/j.1365-2125.1996.37117.x
- al-Tubuly, Rida (2011). «Effects of Retama raetam (Forssk.) Webb & Berthel.(Fabaceae) on the central nervous system in experimental animals». Arch. Biol. Sci., Belgrade. 63 (4): 1015–1021. doi:10.2298/ABS1104015A